# صنعة لطافة (كتاب)
صنعة لطافة هو الكتاب الخامس عشر بين كتب الكاتبة والناقدة المصرية صافي ناز كاظم صدر عن دار العين للنشر سنة 2007.

## الدافع إلى تأليف الكتاب
ألفت صافي ناز كاظم الكتاب بعد أن أثارها ما قالته السيدة جيهان السادات حول عمل المرأة المصرية وإيحاء جيهان السادات بأن نهضة المرأة بدأت مع مشاركتها هي في العمل العام سنة 1970, فأرادت كاظم التأكيد علي أن دور المرأة المصرية في تأسيس النهضة بدأ مع مطلع القرن العشرين، ورصدت في سبيل ذلك ما قامت به النساء المصريات، سواء كن معروفات أم مجهولات لدي الكثيرين.

## الكتاب
تتناول صافي ناز كاظم في الكتاب حياة بعض الرائدات في نهضة مصر ممن خرجن إلى العمل والحياة الاجتماعية والثقافية وشاركن الرجال في بناء مصر الحديثة مع مطلع القرن العشرين، فكان منهن من حملن درجة الدكتوراه ومن مثلن مصر في الأمم المتحدة وفي المؤتمرات العلمية الدولية، كما كان منهن من سقطن شهيدات في المظاهرات الوطنية عام 1919.
ولم تقصر صافي ناز كاظم الكتاب على الشخصيات النسائية المعروفة فحسب، بل شمل رائدات في مجالات عديدة كن مجهولات للعامة، كما شمل بنت الجيران والخياطة («الشهيدة توحة» كما أسمتها في كتابها) وزميلات المدرسة وغيرهن، فشمل الكتاب عشرين مصرية بدءاً بنبوية موسى (التي بدأت بها الكتاب، وأطلقت عليها لقب «أم الجيل») ومي زيادة وجميلة صبري (الرائدة الاجتماعية، التي أسهمت بنصيب وافر في تأسيس جمعية ترقية الفتاة بالإسكندرية) حتى توحة الخياطة مروراً بشقيقة الكاتبة وأستاذة علم الرياضيات معصومة كاظم، وأستاذة علم الوراثة عفت بدر (التي تخصصت في الهندسة الوراثية وحصلت علي الدكتوراه فيها من الولايات المتحدة بعد أن تخرجت في كلية الزراعة بجامعة الإسكندرية)، و«أم علم النفس» سمية فهمي، والرسامة سميحة حسنين («رائدة فن لوحة الغلاف»)، والكاتبة زينب صادق، والشاعرة والصحفية أماني فريد والمطربتين ليلى مراد وشريفة فاضل، والمسرحية منحة البطراوي، والمترجمة نهاد ابنة السينمائي أحمد سالم، ووداد متري (رائدة الصحافة المدرسية، وأول فتاة تنتخب باتحاد الطلبة بجامعة فؤاد الأول في مطلع الخمسينيات)، والأديبة أليفة رفعت، والنحاتة فاطمة مدكور، وراعية الفنانين آمال طليمات و«شاهدة الحق» نور هانم مرسي.
تعمدت صافي ناز كاظم (كما ذكر في عرض نشر للكتاب بجريدة "وجهات نظر") أن تغفل شخصيات نسائية مثل هدى شعراوي وسيزا نبراوي؛ بينما تحدثت بتقدير عن رفيقتهما نبوية موسى لأنها ـ عند عودتها معهما من مؤتمر النساء الدولي الذي عقد في روما 1923 ـ "لم تلق بزيها الإسلامي علي الأرض ولم تدسه بقدمها كما فعلت هدي وسيزا، بل ظلت متمسكة به إلي لحظة وفاتها.